# Хебридско море
Хебридско море је део Атлантског океана, налази се близу обале западне Шкотске, одвајајући копно и северна Унутрашња Хебридска острва (на истоку) од јужних Спољашњих Хебридских острва (на западу). На северу, Хебридско море се придружује Минчу.
Хебридско море чини део унутрашњих мора западне обале Шкотске, како је Међународна Хидрографска организација дефинисала, и део мора западно од Шкотске када је рибарство у питању.